# Carennac
Carennac (en francès Carennac) és un municipi francès situat al departament de l'Òlt i a la regió d'Occitània.

## Demografia
| 1962                                       | 1968 | 1975 | 1982 | 1990 | 1999 | 2006 |
| ------------------------------------------ | ---- | ---- | ---- | ---- | ---- | ---- |
| 366                                        | 414  | 388  | 376  | 370  | 373  | 385  |
| Des de 1962: població sense dobles comptes |      |      |      |      |      |      |

## Administració
| Període   | Identitat        | Partit |
| --------- | ---------------- | ------ |
| 1965-1977 | Louis Barrière   |        |
| 1977-1983 | Jean Cazalas     |        |
| 1983-1989 | Louis Barrière   |        |
| 1989-1995 | Evariste Marty   |        |
| 1995-2001 | Jacques Garralon |        |
| 2001-     | Jeanine Dumas    |        |